# مارگارت فرانسه
مارگارت فرانسه، ملکه انگلستان (انگلیسی: Margaret of France, Queen of England; حدود ۱۲۷۹ – ۱۴ فوریه ۱۳۱۸ (۳۸-۳۹ سال) ملکه فرانسوی انگلستان و همسر دوم ادوارد یکم محسوب می‌گردید. مارگارت دختر فیلیپ سوم، پادشاه فرانسه از همسرش ماری برابانت، ملکه فرانسه بود.